# Leptin
Leptin (von griechisch λεπτός leptós, "dünn") ist ein Proteohormon, das vorwiegend von Fettzellen und Enterozyten im Dünndarm gebildet wird und zur Regulierung des Energiehaushalts beiträgt, indem es das Hungergefühl hemmt, was wiederum die Fettspeicherung in den Fettzellen vermindert. Leptin wirkt auf Zellrezeptoren im Nucleus arcuatus und ventromedialis sowie in anderen Teilen des Hypothalamus und auf dopaminerge Neuronen der Area tegmentalis ventralis und vermittelt so die Nahrungsaufnahme.
Obwohl die Regulierung der Fettspeicher als die primäre Funktion von Leptin angesehen wird, spielt es auch bei anderen physiologischen Prozessen eine Rolle, was durch die vielen Syntheseorte außerhalb der Fettzellen und die vielen Zelltypen jenseits der hypothalamischen Zellen, die Leptinrezeptoren besitzen, belegt wird. Viele dieser zusätzlichen Funktionen sind noch nicht vollständig geklärt.
Bei Adipositas kommt es zu einer verminderten Empfindlichkeit gegenüber Leptin (ähnlich der Insulinresistenz bei Typ-2-Diabetes), was dazu führt, dass das Sättigungsgefühl trotz hoher Energiespeicher und hoher Leptinspiegel nicht erkannt werden kann.

## Beschreibung
Leptin wird durch das „obese“-Gen kodiert und hauptsächlich von Adipozyten („Fettzellen“) exprimiert, in geringen Mengen aber auch in der Plazenta, der Magenschleimhaut, dem Knochenmark, dem Brustepithel, der Skelettmuskulatur, der Hypophyse und dem Hypothalamus. Im Zuge der Sekretion von Leptin wird seine Signalsequenz von 21 Aminosäuren abgespalten, wodurch das biologisch aktive Leptin mit 146 Aminosäuren entsteht. Leptin hemmt das Auftreten von Hungergefühlen und spielt eine wichtige Rolle bei der Regulierung des Fettstoffwechsels von Menschen und anderen Säugern.
Rezeptoren für Leptin (Ob-Rs) konnten in zwei unterschiedlichen Populationen von Neuronen in Kerngebieten des Nucleus arcuatus und Nucleus paraventricularis des Hypothalamus identifiziert werden. Die erste Gruppe dieser Neuronen produziert die appetitstimulierenden Neuropeptide AgRP (agouti-related protein) und NPY (Neuropeptid Y), welche durch das Leptin unterdrückt werden. Die zweite Population produziert POMC (Proopiomelanocortin) und Kokain- und Amphetamin-reguliertes Transkript (CART), beides Transmitterstoffe, die appetitzügelnd wirken. Diese werden durch Leptin aktiviert. In dem Maße, wie die Fettdepots des Körpers reduziert werden, nimmt auch die Konzentration des Leptins im Blutkreislauf ab, was wiederum eine Zunahme des Appetits bewirkt.
Durch Stimulation des sympathischen Nervensystems bewirkt Leptin auch eine Erhöhung des Blutdrucks, der Herzfrequenz sowie der Thermogenese durch Entkopplung der Zellatmung von der ATP-Synthese.

## Einsatz als Medikament

### Metreleptin
In den USA wurde 2014 das Medikament Metreleptin (Myalept)  von der amerikanischen Zulassungsbehörde (FDA) zur Leptin-Ersatztherapie zugelassen. Metreleptin ist ein rekombinantes Analogon des humanen Leptins, das zur Behandlung der sehr seltenen Erkrankung (orphan disease) Lipodystrophie verwendet wird. In der EU wurde Metreleptin im Juli 2018 zugelassen.

### Appetitzügler
Hoffnungen, dass Leptin sich als wirkungsvolles appetitzügelndes Medikament erweisen könnte, haben sich zunächst zerschlagen, als man feststellte, dass die meisten fettleibigen Menschen hohe Spiegel dieses Hormons aufweisen. Diese häufig hungrigen Patienten weisen keinen Mangel an Leptin (Leptin-Defizienz) auf, sondern leiden vielmehr an einer sogenannten Leptin-Resistenz. In diesem Zustand unterbleibt die physiologische Wirkung des Leptins auf die Zielneuronen. Der zugrunde liegende Mechanismus ist noch nicht aufgeklärt. Neuere Forschungen zeigen eine modulierende Wirkung, bzw. eine Interaktion von Stickstoffmonoxid und Leptin auf. Früheren Studien zufolge weist allerdings Stickstoffmonoxid alleine schon eine appetitzügelnde Wirkung auf. Darüber hinaus geht von Stickstoffmonoxid eine durstvermindernde Wirkung aus.

### Alternative zu Insulin
Wie eine neue Studie an Mäusen zeigt, könnte sich Leptin auch bei Menschen mit Typ-1-Diabetes als Alternative zu Insulin erweisen. Vorteil gegenüber Insulin ist: Leptin ist offenbar ein besserer Gegenspieler von Glukagon, senkt daher Blutzuckerspiegel präziser. Andere Nachteile der Insulintherapie entfallen möglicherweise. Klinische Studien sollen diese Hypothesen überprüfen.